# Шаро-Аргунское сельское поселение
Шаро-Аргунское се́льское поселе́ние — муниципальное образование в Шатойском районе Чеченской Республики Российской Федерации.
Административный центр — село Шаро-Аргун.

## География
Находится на юге республики в Аргунском ущелье.

## Население
| 2010 | 2012 | 2013 | 2014 | 2015 | 2016 | 2017 |
| ---- | ---- | ---- | ---- | ---- | ---- | ---- |
| 303  | ↘293 | ↘285 | ↘271 | ↘259 | ↘257 | ↘255 |
| 2018 | 2019 | 2020 | 2021 | 2023 | 2024 |      |
| ↘212 | ↘173 | ↗183 | ↗275 | ↗277 | →277 |      |

## Состав сельского поселения
| № | Населённый пункт | Тип населённого пункта       | Население |
| - | ---------------- | ---------------------------- | --------- |
| 1 | Шаро-Аргун       | село, административный центр | →277      |
| 2 | Сурукх           | 50 человек.                  |           |